# Aphrophora impressa
Aphrophora impressa är en insektsart som beskrevs av Metcalf och James Heathman Horton 1934. Aphrophora impressa ingår i släktet Aphrophora och familjen spottstritar. Inga underarter finns listade i Catalogue of Life.